# Eduardo Héctor Marquardt
Eduardo Héctor Marquardt (Rosario, provincia de Santa Fe, Argentina, 15 de diciembre de 1910 -  Buenos Aires, ídem, 14 de octubre de 1975) fue un abogado y procurador general de la Nación de Argentina.

## Carrera profesional
Se recibió de abogado en la Universidad de Buenos Aires en 1932 y se desempeñó en la Auditoría General de Guerra y Marina hasta que en 1947 Carlos Gabriel Delfino que era auditor lo llevó a trabajar junto a varios abogados de esa dependencia a la Procuración al ser nombrado procurador general. Marquardt continuó su carrera en este organismo después que Delfino fue desplazado en 1955 por el gobierno surgido de la Revolución Libertadora y reemplazado por Sebastián Soler. Marquardt prosiguió trabajando en la Procuración cuando en 1958 el presidente Illia nombró titular a Ramón Lascano; cuando se produjo en 1966 el golpe de Estado que derrocó a Illia, el presidente Juan Carlos Onganía nombró procurador general a Marquardt en reemplazo de aquel.
Marquardt, que era aficionado a la literatura policial, se especializó en derecho penal y durante un tiempo se desempeñó como adjunto de Sebastián Soler en la cátedra de la materia, parte general, en la Facultad de Derecho de Buenos Aires, También fue profesor en la Universidad Católica Argentina e integró comisiones de reforma al Código de Justicia Militar, al Código Penal y al Código en lo contencioso administrativo. 
Sus dictámenes en la Procuración estaban muy bien elaborados y se destacaron por su notable contenido científico; entre los que tuvieron trascendencia posterior está el que aceptó la acción meramente declarativa como vía apropiada para plantear la inconstitucionalidad de una norma o resolver una cuestión dudosa. A raíz de estar seriamente enfermo, el 8 de marzo de 1973 presentó su renuncia que le fue aceptada el 12 de marzo. Los jueces de la Corte Suprema de Justicia destacaron rn una Acordada su “sobresaliente actuación” en el cargo. Provisionalmente fue reemplazado por el procurador sustituto Máximo I. Gómez Forgues hasta que el nuevo presidente Héctor José Cámpora nombró como titular a Enrique Carlos Petracchi.
Eduardo Héctor Marquardt falleció en Buenos Aires el 14 de octubre de 1975.